# Mont Ogawa
Pour les articles homonymes, voir Ogawa.
Le mont Ogawa (小川山, Ogawa-yama) est une montagne de 2 418 m d'altitude située à la limite des préfectures de Nagano et Yamanashi au Japon. C'est une zone bien connue et appréciée des escaladeurs.
Quelques rochers d'escalade se trouvent au mont Ogawa, tels Captain Ahab, le premier site de bloc ouvert au Japon en 1980, ou la dalle de Banshousha. Les voies peuvent comporter jusqu'à 9 longueurs. Elles ne sont généralement pas équipées.